# 长尾石鸻
，是鸻形目石鸻科的一种鸟类。

## 特征
长尾石鸻体重约648.07克，翼长约29.08厘米，喙宽度约10.5毫米，喙厚度约10.7毫米，嘴峰长约57.1毫米，跗蹠长约131.5毫米，尾长约17.42厘米。
长尾石鸻是候鸟，栖息在林地，它们是食肉动物，主要以昆虫、蜘蛛等陆生无脊椎动物为食。它们分布在澳大利亚和南新几内亚。